# Oscinella trapezina
Oscinella trapezina är en tvåvingeart som beskrevs av Becker 1913. Oscinella trapezina ingår i släktet Oscinella och familjen fritflugor. Inga underarter finns listade i Catalogue of Life.